# Automania
Automania è un videogioco pubblicato nel 1984 dalla Mikro-Gen per Commodore 64 e ZX Spectrum. È il primo titolo della serie di Wally, con protagonista Wally Week, ma essendo un classico videogioco a piattaforme si differenzia molto da tutti i giochi successivi, che sono complicate avventure dinamiche.
Venne pubblicato anche in italiano, su licenza, dal Gruppo Editoriale Jackson.

## Modalità di gioco
Il giocatore controlla l'operaio Wally che deve assemblare delle automobili all'interno di una fabbrica. Ogni livello è composto da due stanze collegate da una porta, ciascuna una schermata fissa con visuale laterale. La prima stanza è una specie di magazzino, con scale a pioli e piattaforme fisse e mobili che cambiano conformazione a ogni livello; qui si trovano sparsi i vari pezzi dell'automobile, ma anche vari oggetti da officina, alcuni fermi e altri animati, che devono essere tutti evitati, altrimenti si perde una vita. Nella seconda stanza si trova l'automobile, già parzialmente montata, in cima a un sollevatore idraulico; anche qui ci sono oggetti animati da evitare, tra cui alcuni che cadono dall'alto.
Wally può camminare, usare le scale e saltare. Deve raccogliere un pezzo dell'automobile alla volta e trasportarlo alla seconda stanza, dove va posizionato nel punto giusto dell'automobile in costruzione. Per ogni pezzo c'è un limite di tempo. Sistemati tutti i pezzi, il sollevatore si abbassa, l'automobile parte e comincia un nuovo livello. Ci sono dieci livelli, ciascuno con un'automobile diversa, a partire da una Citroën 2CV.
La musica di sottofondo è il tema di Stanlio e Ollio, Dance of the Cuckoos.